# スウェーデン東インド会社
スウェーデン東インド会社（スウェーデンひがしインドがいしゃ、Svenska Ostindiska Companiet, SOIC）は、1731年に民間会社によって設立されたスウェーデンの東インド会社である。
主に中国（清国）の「広東」との貿易に重視した。また、組織の中心となったのが、スコットランド人やネーデルラント人であるため、厳密にスウェーデンの東インド会社ではない側面を持つ。
本拠地はイェーテボリ。当時のスウェーデンは、植民地を保有していなかったため、ヨーロッパの植民地戦争にほとんど巻き込まれることはなかった。
スウェーデンは、同時代の各国の東インド会社の組織と比べるべくもないほど小規模であった。主な交易船は、ウルリカ・エレオノーラ号とフレデリクス号など数隻しかないと言う有様であった。にもかかわらず、スウェーデン東インド会社は、スウェーデンに最大の利益をもたらした。特にイギリス・フランス間との戦争では中立国として恩恵をもたらし、スウェーデンの経済発展を促した。
スウェーデン東インド会社は、イギリス東インド会社、オランダ東インド会社、フランス東インド会社などと比べると取るに足らない存在であった。また軍事力も備わっていなかった。しかしスウェーデンの最大の貿易国はイギリスであった。このため、イギリス東インド会社は、スウェーデン東インド会社を重要な競争相手と見なしていた。
アメリカ独立戦争では、巨額の利益をもたらしたが、戦争の終結は、スウェーデン東インド会社の斜陽の時代の始まりであった。イギリス東インド会社は、スウェーデンとの貿易を制限し、さらに独立国家となったアメリカ合衆国も清との貿易を開始し、スウェーデン東インド会社は衰退に転じた。そしてナポレオン戦争によってさらなる打撃を受ける事となった。交易地ネーデルラントがフランスによって占領され、さらに大陸封鎖令への参加は、会社の貿易基盤を完全に崩壊させた。これによって行き詰まったスウェーデン東インド会社は、1813年に閉鎖されることとなった。設立から閉鎖まで、アジア圏に132回の航海をしている。
スウェーデン東インド会社は、他東インド会社と比べると、僅かな経済領域でしかなかった。しかし東インド会社の存在は、スウェーデンにとって意義深いものであった。スウェーデン経済を支え、学芸・文化の促進と言う側面ももたらした。スウェーデンから輸出するものはほとんどなく、主に中国から茶を輸入していた。スウェーデン国内の茶の消費量は少なかったため、輸入された茶は他の貿易港に再輸出されたり、茶の需要が高いイギリスに密輸されたりした。
なお、1750年に建てられたヨーデボリにあるスウェーデン東インド会社の建物は現在市立博物館になっている。